# Harry Allport
Henry George "Harry" Allport (sinh năm 1873) là một cầu thủ bóng đá người Anh thi đấu ở vị trí wing half. Ông thi đấu ở Football League cho Middlesbrough và Middlesbrough Ironopolis.